# Fertőendréd
Fertőendréd (alemán: Großandrä) es una localidad húngara perteneciente al distrito de Sopron en el condado de Győr-Moson-Sopron. En 2013 contaba con una población de 637 habitantes.

## Ubicación
Se ubica unos 10 km al sureste de la capital distrital Sopron, en la periferia oriental de la conurbación que forman Fertőszentmiklós y Petőháza.

## Historia
Se conoce su existencia desde 1348, aunque se han encontrado restos de un asentamiento romano en el lugar. Originalmente el pueblo estaba habitado por magiares, pero en el siglo XVI llegaron al pueblo una gran cantidad de croatas, que llegaron a formar tres cuartas partes de la población local. A principios del siglo XVIII llegaron a la localidad numerosos alemanes, pero desde la segunda mitad de ese mismo siglo volvió a ser una localidad mayoritariamente magiar, formando estos el 85% de la población actual.